# Scoloplax
Scoloplax is een geslacht van straalvinnige vissen uit de familie van de dwergmeervallen (Scoloplacidae).

## Soorten
- Scoloplax baileyi Rocha, Lazzarotto & Py-Daniel, 2012
- Scoloplax baskini Rocha, de Oliveira & Rapp Py-Daniel, 2008
- Scoloplax dicra Bailey & Baskin, 1976
- Scoloplax distolothrix Schaefer, Weitzman & Britski, 1989
- Scoloplax dolicholophia Schaefer, Weitzman & Britski, 1989
- Scoloplax empousa Schaefer, Weitzman & Britski, 1989